# Laberinto acuático de Morris

El laberinto acuático de Morris

El experimento laberinto acuático de Morris fue desarrollado por Richard Morris (Morris 1984) y se utiliza para evaluar el aprendizaje espacial en ratas y ratones.
El aparato comprende una piscina de diámetro variable, típicamente 1.2 a 2 m (más pequeño para ratones) y una profundidad de aproximadamente 60 cm que se llena con agua opaca y contiene una plataforma oculta. El animal se coloca en la piscina en diferentes puntos de partida y nada hacia la plataforma oculta (hay muchas variaciones de esto para evaluar, por ejemplo, la memoria de trabajo y el aprendizaje diario).
No hay señales dentro del laberinto y la estrategia dominante en la reubicación de la plataforma oculta se cree que es verdaderamente espacial. La principal medida para el laberinto de agua es la latencia para encontrar la plataforma. Las ratas entrenadas previamente y las de control pueden ser puestas a prueba para que ubiquen una plataforma oculta en agua fría o templada durante 5 días consecutivos.
Para controlar las estrategias de búsqueda, se pueden tomar otras medidas, incluido el tiempo empleado en cada cuadrante durante los ensayos principales y los ensayos de sondas (donde se quita la plataforma) y los análisis de la longitud de la ruta.
Las ventajas del laberinto acuático de Morris son la rápida adquisición de la tarea, la capacidad de evaluar el aprendizaje y el rendimiento, los marcadores de la motivación y la capacidad motora (por ejemplo, velocidad de nado del roedor) y la motivación innata de las ratas para querer encontrar la plataforma sin estar angustiado.